# Рыбаков, Иван Тимофеевич
Иван Тимофеевич Рыбаков — советский хозяйственный, государственный и политический деятель.

## Биография
Родился в 1902 году в селе Картлуево. Член КПСС с 1943 года.
С 1919 года — на хозяйственной, общественной и политической работе. В 1919—1950 гг. — крестьянин, организатор колхоза в селе Картлуево, участник Великой Отечественной войны, наводчик 6-й батареи 941-го артиллерийского полка 372-й стрелковой Новгородской дивизии, председатель колхоза «Динамо» Козловского района Чувашской АССР.
Избирался депутатом Верховного Совета СССР 2-го созыва.
Умер в Картлуеве в 1950 году.